# NBA LIVE Mobile：勁爆美國職籃
《NBA LIVE Mobile：勁爆美國職籃》是一款籃球手機遊戲，由美商藝電開發。該作在2016年2月於加拿大上架進行測試，然後在2016年7月6日於全球各地上架（除中国大陆、台湾、香港、澳门和日本），最後於2016年11月1日於台灣、香港、澳門和日本上架。
因为新赛季的关系，该作的美服和台服會改版，国服则已经完成多次测试，公测筹备中。
改版内容如下:
1.改版以后所有的替补都将消失。
2.改版以后等级、粉丝和金币都会消失。
3.改版后首发将锁定，以后只能打特殊活动的时候才能用。
4.改版以后保留联盟、好友，但是联盟进度将会消失。
5.改版以后所有合成进度都将消失。

## 重製及改版
NBA 賽季後會重製及改版                                                             